# Mopiopia tristis
Mopiopia tristis là một loài nhện trong họ Salticidae.
Loài này thuộc chi Mopiopia. Mopiopia tristis được Cândido Firmino de Mello-Leitão miêu tả năm 1947.